# Fred Bellefroid
Fred Bellefroid (Zonhoven, 22 januari 1945 – Leuven, 13 januari 2022) was een Belgische beeldhouwer.

## Levensloop
Na zijn studies sociologie aan de KU Leuven (1965-1969) volgde hij van 1974 tot 1979 lessen beeldhouwkunst aan de Stedelijke Academie te Leuven. Nadien vestigde hij zich als beeldhouwer. Zijn eerste werken waren abstract en vooral in marmer gemaakt, soms uit steen. Vanaf begin jaren 1980 werkte hij evenwel uitsluitend met brons.
Met de jaren nam Bellefroid deel in verschillende solo- en groepstentoonstellingen in binnen- en buitenland en diverse kunstbeurzen te Brussel, Charleroi, Kortrijk, Amsterdam, München en Göteborg. 
Voor zijn bijdrage aan de relatie tussen sport en kunst kreeg hij in 2015 een onderscheiding van het BOIC (Belgisch Olympisch Comité).

## Werk
Veel van zijn werken hebben sport tot onderwerp. Bijzondere aandacht gaat uit naar de keuze van het momentum van de beweging of de houding. Tijdens zijn leven heeft hij meer dan 450 beelden gemaakt waar dynamiek, beweging, ruimte en spanning sterk tot uitdrukking komen. In 2016 verklaarde Bellefroid zelf:
Beweging en dynamiek, en als dusdanig ook ruimtelijkheid, zijn basiselementen van mijn beeldhouwwerk, waarin overigens steeds de menselijke figuur centraal staat. Zij proberen het leven uit te stralen als een gestolde momentopname, als een tot rust gekomen beweging of als een schakel van momentopnamen die een beweging ontleden. Bijzondere aandacht gaat hierbij uit naar de keuze van het momentum van de beweging of houding, naar het behoud van spontaniteit in de weergave en naar de nadruk op kracht en spanning. Dat brons het meest geëigende materiaal is om deze elementen weer te geven in een gestolde momentopname, volgt bijna vanzelfsprekend uit de overgang die dit materiaal zelf kent bij het gieten van een beeld: van vloeiende beweging naar gestold leven.
Bellefroid verzorgde o.a. meermaals het jaarlijks Vlaams Sportjuweel, een eerste maal uitgereikt aan Annie Lambrechts (rolschaatsen, 1982) en verder nog aan bijvoorbeeld Nina Derwael (turnen, 2018), Peter Genyn (rolstoelracer/rugbyspeler, 2016), Tia Hellebaut (hoogspringen,2006) en Sven Nys (wielrennen, 1998). Ook de trofee van de Memorial Van Damme (voor de editie van 2002) is van zijn hand. 
Verschillende andere werken vindt men o.a. terug in het Sodehotel te Sint-Lambrechts-Woluwe (Dansende figuren), het monument voor het Europees Jaar van het Milieu (1987-1988), samen met Herman Dottermans, de beeldengroep van de stichters van het Cultuurcentrum en de bibliotheek Scharpoord te Knokke-Heist en, beelden op de campus van de Nederlandse Universiteit Twente (‘De blijvende verwondering’, 1999 en ‘De ideeënvanger’, 2004). 
Zijn bekendste werk is allicht de Kotmadam op de Oude Markt te Leuven. Fred Bellefroid werd ook vaak gevraagd om bustes te maken, zoals  Eugène de Roo (stichter Brouwerij Maes), Albert Roosens en Constant Vanden Stock (gewezen voorzitters voetbalclub Anderlecht) en Prof. Dr. Georges Lemaître (KU Leuven) die de basis heeft gelegd voor de oerknaltheorie en de theorie van het uitdijende heelal. Verder nog een buste van Dmitri Mendelejev in het kader van 150 jaar Periodiek Systeem en een buste van Prof. Dr. Herman Vanden Berghe (KU Leuven), stichter-directeur van het Centrum Menselijke Erfelijkheid.

## Afbeeldingen

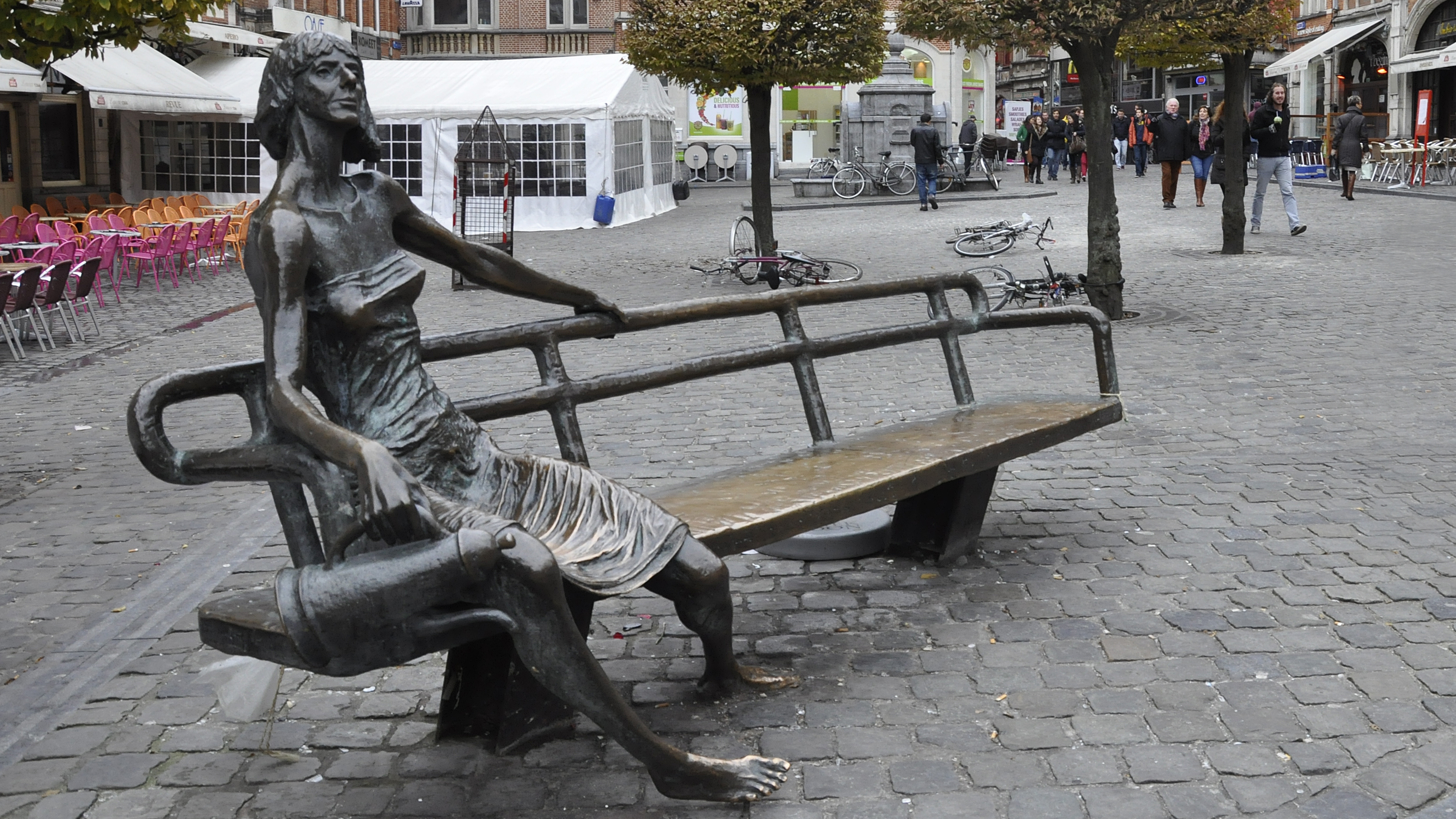
De kotmadam op de Oude Markt Leuven, 1983Prof.dr. Georges Lemaitre, 2018Verbinding, 1996Touwtrekken, 2013Polsstokspringers,1993Man op boot, 2015
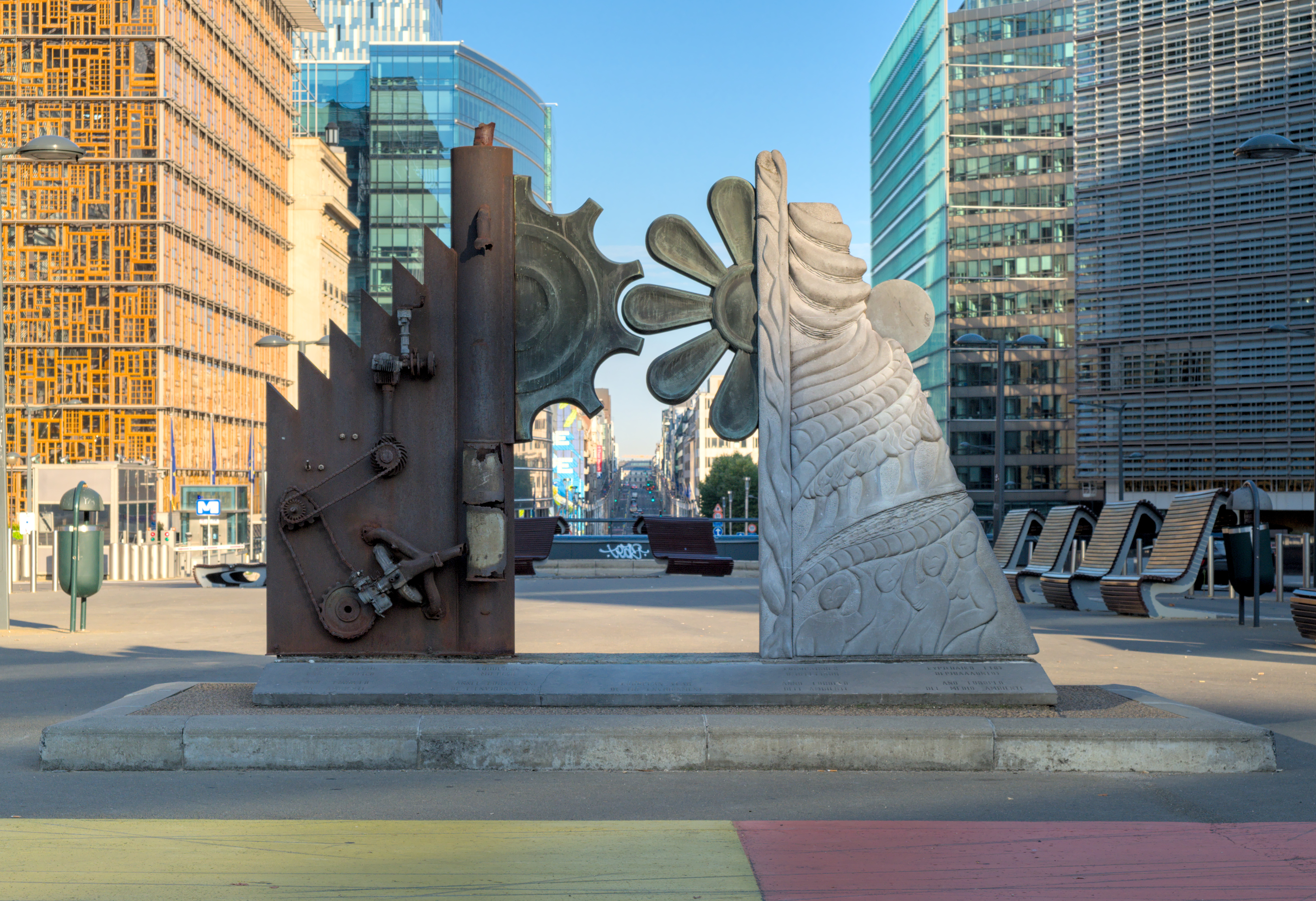
Monument voor het Europees Jaar van het Milieu Brussel, 1987-'88

## Exposities (selectie)
- 2002. Solo, in Faculty Club, Groot Begijnhof, Leuven[6]
- 2004. Solo in: K Galerie, Brussel[6]
- 2008. Solo in: Technopolis, Mechelen[6]
- 2010. Solo in: GalerieOOST99, Hoorn[6]
- 2013.	Triënnale Beeldhouwkunst, Campo & Campo, Antwerpen[6]
- 2016. Marc Raes en Fred Bellefroid in VERDIEP TWEE, Rotselaar[3]